# Khan Abad
Khan Abad (pashtun/dari: خان آباد) er en by i det nordlige Afghanistan. Byen ligger i provinsen Kunduz. Den har 26.803(1979) indbyggere.